# 手当て療法
手当て療法（てあてりょうほう）、手当ては世界各地で見られる療法で、手のひらや指先を患部などに当てたりかざしたりするだけで身体の不調を治そうとする方法である。触手療法（しょくしゅりょうほう）、手のひら療法（てのひらりょうほう）、手かざし、ハンド・ヒーリング、ヒーリング・タッチとも呼ばれる。宗教的行為として、また難病や終末医療における緩和ケアとして行われることもある。
国や地方、創始者により各種の方法があり、直接に患部に手のひらや指を触れて行う方法（接触型、手当て）と、身体から少し離して手のひらや指先を当てる方法（非接触型、手かざし）がある。
手当て療法により、祈祷性精神病を発症するケースが報告されている。

## 概要

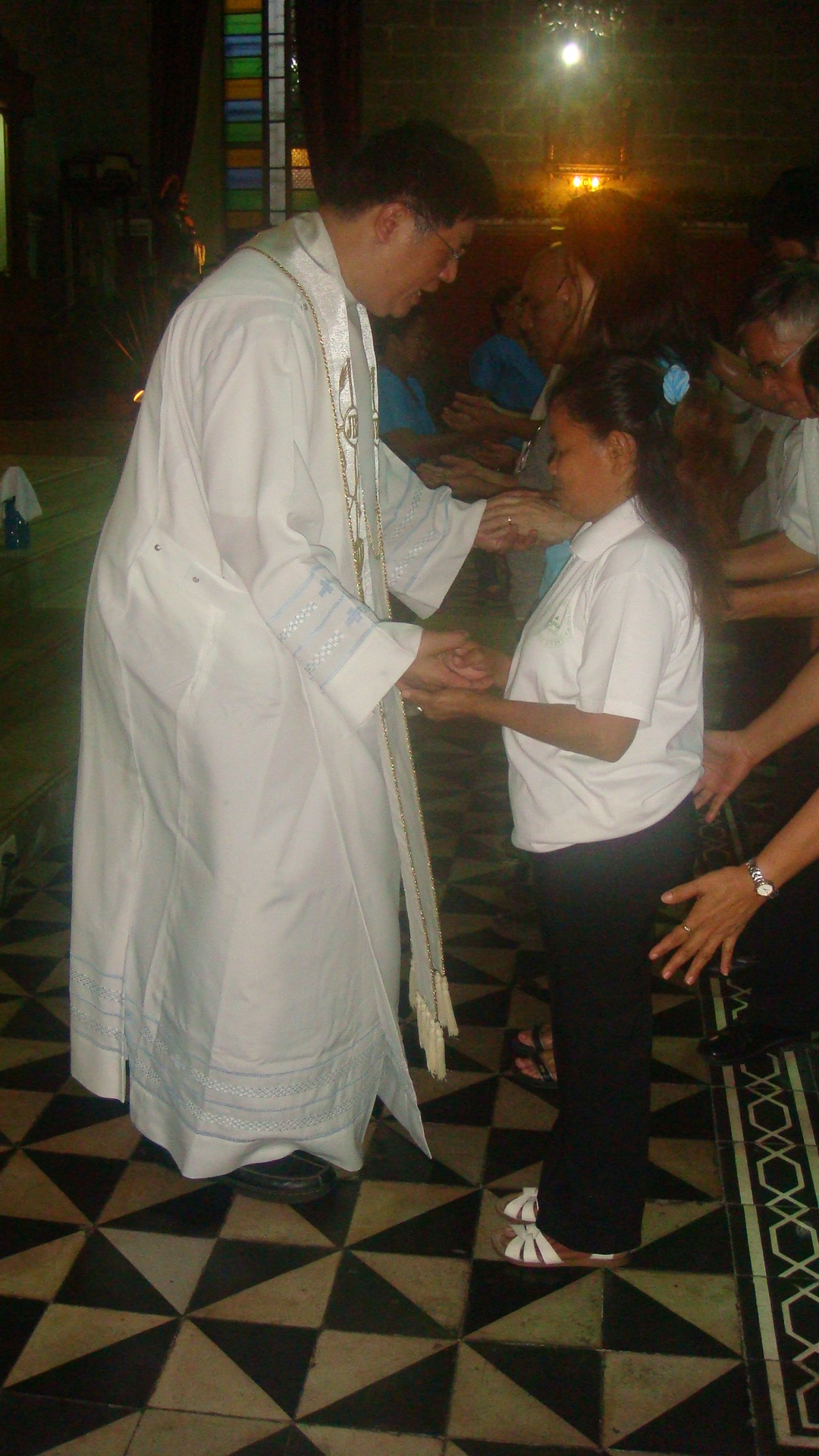
神父による按手。信仰の癒しとしての側面を持つ。

元々、宗教と関係が深く、信仰の癒し（信仰療法）や呪術的治療の一種であり、古くから行われていた。新約聖書は、信仰があれば手当てによる癒しが可能であるとしている。
中世のイギリスやフランスでは王が手を当てることによってるいれきが治ると信じられ、王が民衆に直接接触するロイヤル・タッチと称する儀式が盛んに行われた。シェイクスピアの『マクベス』 第4幕第3場にロイヤル・タッチの描写がある。ロイヤル・タッチの儀式は18世紀のアン女王の時代まで続けられた。
近年では、なるべく宗教的要素を除き、宇宙エネルギー、生命エネルギーや波動といった疑似科学的理論を基礎とした手当て・手かざしが、エネルギー療法、補完医療、民間療法として行われている。
海外では、体の正の電化・負の電荷が健康に影響するとするエネルギー療法の一種・極性療法（ポラリティセラピー） や、アメリカ神智学協会会長を務めた心霊治療家（ヒーラー）のドラ・クンツと、ニューヨーク大学看護学部教授のドロレス・クリーガーが提唱したセラピューティック・タッチ 、イギリスのスピリチュアル・ヒーリング、レイキ（レイキ・ヒーリング）がアメリカ合衆国を中心に注目され、一部の国で医療の一環として行われている場合もある。レイキは臼井甕男（1865-1926）を始祖とする日本の霊術「臼井式霊気療法」が海外で独自に発展を遂げたものである。
日本では、昭和初期に、臼井式から別れた江口俊博の「手のひら療治」 (江口式) 、田中守平（1884-1929）の「太霊道」 などがあった。西勝造が始めた「西式健康法」 に属する西式触手療法や、富田魁二が創始した「富田流手あて療法」も手のひら療法の一種である。
中国の気功は自分自身で実践する内気功が主で、手当て療法的な外気功は内気功の一部であり独立した気功ではないが、日本では「気功＝外気功」としばしば誤解されている。

## 方法
いずれの方法も手のひらや指先を患部に近づける点で共通しているが、次のような差があり、多種多様である。
- 手を患者に直接に接触させる、手を患者から少し離してかざす（例：レイキ）。
- 手のひらを広げて行なう方法（例：手のひら療治）、手の先をつぼめて行う（例：ヒーリングコード[15]）。
- 静止したまま行う（例：レイキ）、振動させながら行う（例：太霊道[13]、スリー・チャクラバルティ[16]）。
- 手のひらをかざす際に呼吸に注意する（例：クォンタムタッチ）、オーラに注意する（例：バーバラ・ブレナン[17]）。

## 新宗教の儀式
日本の新宗教団体の一部では、人の体の患部に手をかざし、その手から発せられる霊的な力により、心身に癒やしや浄化を与えると称する宗教行為が行われている。これを教団内では手かざしや浄霊と称している。世界救世教による手かざしは創始者・岡田茂吉が昭和時代前半に開発し（世界救世教では、浄霊と呼んでいる）、その流れをくむ真光系諸教団や神慈秀明会といった新宗教団体が布教の手段として用いている。宗教学者の正木晃は、岡田の浄霊（手かざしは）は、明治時代に日本に輸入された西洋のメスメリズムと日本の伝統的な技法との混合で生み出されたものであると指摘しており、オウム真理教のシャクティーパットも岡田茂吉のものと基本原理は同じであると述べている。
世界救世教による手かざしの源流は、大本の出口王仁三郎の杓子を用いた治療法にあり、岡田茂吉がそれを独自に発展させて扇子を用いる方法を編み出し、その後、手だけをかざす方法になったと言われる。

## 有効性の調査
医学的な証拠を調査しているコクラン共同計画が2008年に出した調査結果では、疼痛の緩和に関してセラピューティックタッチ16件、ヒーリング・タッチ5件、レイキ3件を含む24件の無作為化または対照を持った研究が見つかり、疼痛を緩和する可能性があるとされた。施術者が経験豊富な場合に効果が大きくなる傾向が見られており、さらなる調査を検討すべきだとした。ただしこの調査結果は、古くなったことを理由に2013年に取り下げられている。
2015年のメタアナリシスは、遠隔治療も手当て療法も混在しているが非接触的治療を調査し、小さいながらも統計的に有意な効果を発見したが、結果の異質性や研究の質の点で問題も指摘している。

### それ以外の評価
明治大学科学コミュニケーション研究所のサイトでは、2015年の更新状態の記述で、疾患の治癒の具体的な文献を示さず、キュウリへの手かざしの例を出したりしつつ、疑似科学とした。

## 関連事例
- ハンドパワーで病気を治すなどと謳いセミナーを行ってきた「アースハート」社（代表・野中邦子）に対して、損害賠償を求める訴訟が起こされ[23]、2014年3月28日に、同社に賠償を命じる判決が下った[24]。

- ニューヨーク大学看護学教授のドロレス・クリーガーは、アメリカ神智学協会会長を務めた心霊治療家（ヒーラー）のドラ・クンツ（英語版）と共に、時代遅れと考えられていた手かざし療法（タッチセラピー）を科学的な治療法として体系化して「セラピューティック・タッチ」と名付け[25]、手術の補助手段として用いた。クリーガーは、ハンガリー人のオスカー・エスタバニー大佐という、祈るだけでペットの病気を治し、脱脂綿を磁化してエネルギーを発するようにすることができるという人物の下で修業して手かざしの力を身に着け、手かざしで患者の赤血球中に含まれるヘモグロビンの構成要素を大きく変化させるといった力を身に着けたという[26]。著作ではダウジングや、手かざし療法で医療機器を治すといった高度なテクニックを紹介し、「手かざし療法」は信頼できる科学的な理論に裏付けられた重要な医療技術になったと宣言した[26]。クリーガーは、セラピューティック・タッチの効用を実証したことに対して1998年度のイグノーベル科学教育賞を受賞している[27][28][29][26]（「実証」というのは無論皮肉である）。セラピューティック・タッチの科学的な実証は、1996年の9歳の少女エミリー・ローザ（英語版）による科学博覧会（英語版）（アメリカの自由研究コンテスト）での検証を機に科学者による検証が進み、現在では否定されている（エミリー・ローザの科学博覧会の研究をもとにした論文が『アメリカ医学協会ジャーナル』に掲載されたことで、アメリカでは「手かざし療法」という言葉が一般に広まった[26]）。

## 関連文献
- 三橋一夫『手のひらが病気を治す : ふつうの人の超能力』中央アート出版社、2001年。ISBN 4-8136-0047-6。
- リチャード・ゴードン 著、埴原由美 訳『クォンタムタッチ : 奇跡のヒーリング技法』ヴォイス、2003年（原著2002年）。ISBN 4-89976-065-5。
- ドロレス・クリーガー『セラピューティック・タッチ　あなたにもできるハンド・ヒーリング』上野圭一、菅原はるみ訳、春秋社、1999年。ISBN 978-4393710302。
- 田中守平『太霊道及霊子術講授録　上下巻』八幡書店、2001年。ISBN 4-89350-398-7。
- スリー・チャクラバルティ『聖なる旅路　あるヒーラーの人生』PHP研究所、1995年。ISBN 978-4569547381。
- アレクサンダー・ロイド『奇跡を呼ぶヒーリングコード』ソフトバンク・クリエイティブ、2011年。ISBN 978-4797365771。
- バーバラ・アン・ブレナン『光の手』河出書房新社、1995年。ISBN 4-309-25071-8。